# Alfabetisk ordning
Se Wikipedia:Alfabetisk ordning för alfabetisk ordning på Wikipedia.
Alfabetisk ordning, även kallad bokstavsordning, är en rad av ett antal ord eller fraser efter bokstävernas plats i alfabetet. Vad som är alfabetisk ordning skiljer sig åt mellan olika språk. I svenskan är Å, Ä och Ö egna bokstäver, men inte i tyskan, där de ses som varianter av A respektive O. Därför placeras i svenskspråkiga alfabetiska listor Å, Ä och Ö efter Z, men i tyskspråkiga placeras Ä tillsammans med A. 

## Svensk ordning
Den svenska ordningen av bokstäverna går: A B C D E F G H I J K L M N O P Q R S T U V W X Y Z Å Ä Ö
Tidigare betraktades W som en variant av V. Svenska akademiens ordlista introducerade i sin 13:e utgåva (2006) W som en egen bokstav, och detta har använts som föredöme även av andra moderna referensverk.

### Flerordiga uttryck
Två grundregler finns för sortering av flerordiga uttryck – bokstavsprincipen och ordprincipen. Enligt den förra (vanlig i ordböcker och uppslagsverk) placeras avis före a vista (sortering sker endast utifrån bokstäverna). Enligt den andra hamnar a vista före avis (mellanslaget spelar här roll; vanligt i telefon- och bibliotekskataloger). Oavsett princip sorteras gemener före versaler (exempel: atlas före Atlas).

## Danska och norska
I danska och norska kommer Å sist. Ordningen av de tre sista bokstäverna blir alltså: Æ, Ø, Å.